# Systenus australis
Systenus australis är en tvåvingeart som beskrevs av Daniel J. Bickel 1986. Systenus australis ingår i släktet Systenus och familjen styltflugor. Inga underarter finns listade i Catalogue of Life.